# Kódjo Kassé Alphonse
Kódjo Alphonse (sinh ngày 26 tháng 5 năm 1993) là một cầu thủ bóng đá người Bờ Biển Ngà hiện tại thi đấu cho Feirense ở Giải bóng đá vô địch quốc gia Bồ Đào Nha.

## Sự nghiệp
Anh có màn ra mắt chuyên nghiệp ở Segunda Liga cho Oliveirense vào ngày 14 tháng 9 năm 2013 trong trận đấu trước Tondela.